# Isidor Vondruška
Isidor Vondruška (* 8. Februar 1865 in Radešínská Svratka; † 9. Juni 1944 in Znojmo) war ein tschechischer katholischer Geistlicher, Hagiograph und Autor religiöser Literatur.

## Biographie
Er absolvierte das Gymnasium in Znojmo und anschließend das Brünner Alumnat. Am 28. Juli 1889 wurde er zum Priester geweiht. Er war zunächst Kaplan in Slavonice und dann ab 1890 Katechet in Znojmo. Er wurde Vorsitzender des Verbandes katholischer Gesellen. Nach einem achtjährigen Aufenthalt in Znojmo ging er nach Citonice, wo er die nächsten dreißig Jahre als Pfarrer arbeitete. Ab 1926 war er Priester in St. Nikolaus in Znojmo und wurde später Dekan von Znojmo.

## Werk
Zusätzlich zu den Büchern „Kirchenlehren der katholischen Verlobten“ (1915) und „Kalender der Heiligen“ (1932), mit einem Verzeichnis von Biografien, beschrieb er das Leben und Wirken von sechstausend Heiligen und heiligen Frauen  in einer vierbändigen Ausgabe unter dem Titel „Biografien von Heiligen im Orden der Kirchengeschichte“ (1930/1931). Zehn Jahre lang sammelte er Material für diese Arbeit.